# Нечитайло Федір Сергійович
Фе́дір Сергі́йович Нечита́йло  — український радянський діяч, в.о. народного комісара фінансів Української РСР, уповноважений правління Державного банку СРСР по Українській РСР.

## Біографія
Член ВКП(б). Освіта вища.
Перебував на відповідальній роботі в Народному комісаріаті фінансів Української РСР.
У 1943 (затверджений у серпні 1944) — червні 1948 року — заступник народного комісара (з 1946 року — міністра) фінансів Української РСР. У 1943 — 28 лютого 1944 року — виконувач обов'язків народного комісара фінансів Української РСР.
З червня 1948 року — уповноважений правління Державного банку СРСР по Українській РСР.
Подальша доля невідома.

## Нагороди
- орден «Знак Пошани» (23.01.1948)
- медалі